# Collegio Sant'Agostino (Pavia)

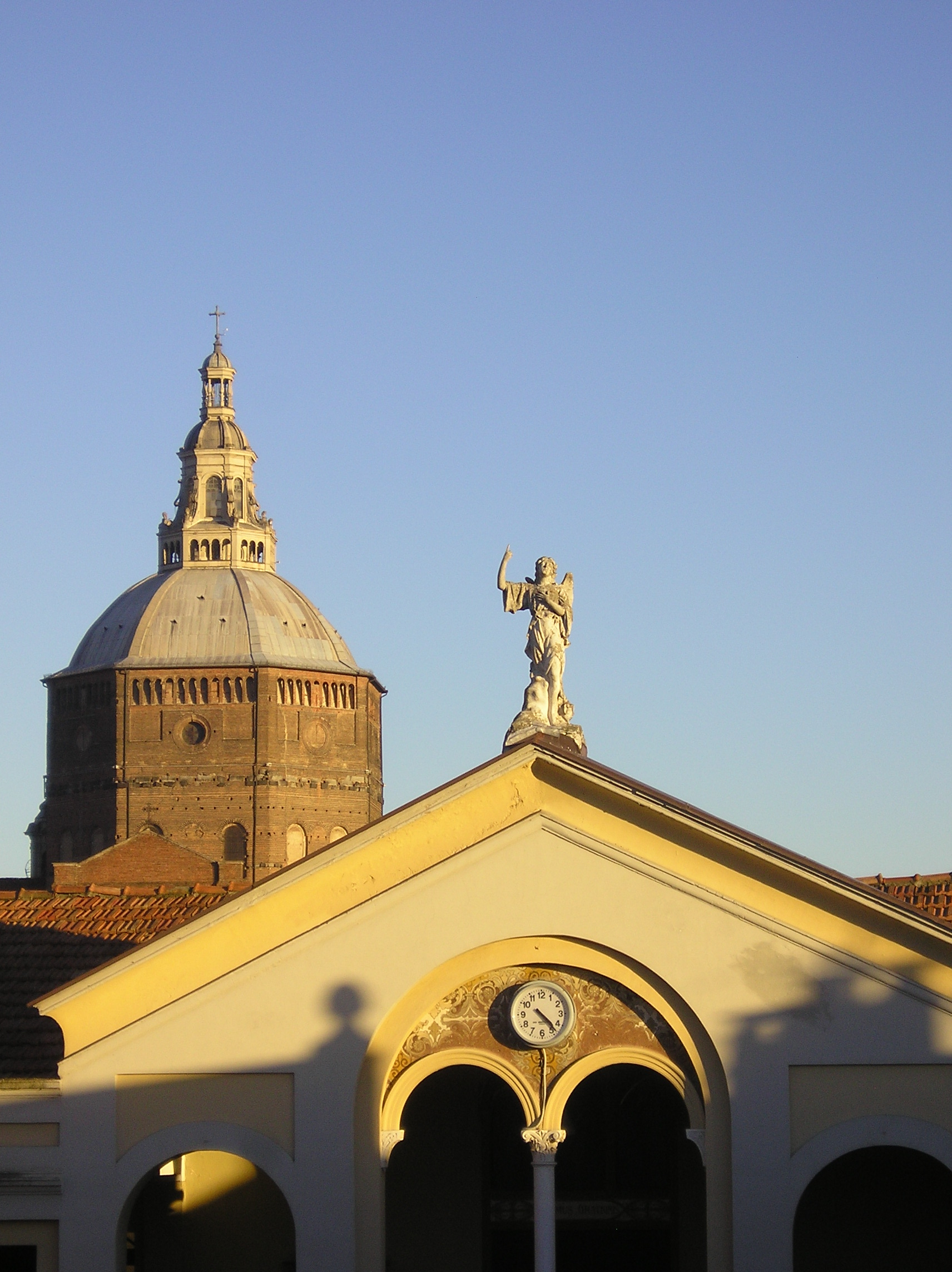

Il Collegio Sant'Agostino era un collegio universitario vescovile d'ispirazione cristiana cattolica di Pavia.

## Storia
Il Collegio Sant'Agostino fu fondato a Pavia nel maggio del 1897 per volontà del vescovo Agostino Gaetano Riboldi mosso dal desiderio della diocesi pavese di creare un ambiente nel quale gli studenti universitari provenienti da tutta Italia fossero in grado di coniugare la formazione scientifica universitaria con quella civile d'ispirazione cattolica.
La sua storia turbolenta e l'accesa partecipazione nella vita pubblica cittadina si manifestarono tra il 1915 e il 1917 quando, nel culmine della prima guerra mondiale, la sua funzione fu dapprima solo parzialmente e poi completamente interrotta per fare posto ad un ospedale militare. La testimonianza del successo di questa opera caritatevole culminò nella santificazione, avvenuta il 1º novembre 1989, di san Riccardo Pampuri, già insignito medaglia d'oro al valore militare e divenuto in seguito Santo patrono del Collegio.
Il Sant'Agostino annoverava stretti legami con il primo Circolo Universitario Cattolico d'Italia, fondato anch'esso dal vescovo Riboldi nel 1898 e posto sotto la protezione di Severino Boezio, filosofo e santo pavese.
Di importanza storica ed esegetica è stato lo scambio epistolare, avvenuto negli anni venti, tra Papa Pio XI e mons. Francesco Ciceri, Rettore del Collegio e Vescovo di Pavia. Le importanti testimonianze scritte sono tuttora custodite nella biblioteca ospitata all'interno della struttura, la quale contiene peraltro più di 2000 incunaboli e opere amanuensi risalenti tutte al XVI secolo, tra cui un testo, vergato in oro, di meditazioni di Sant'Agostino d'Ippona.
Al momento della chiusura la struttura accoglieva studenti dell'università di Pavia provenienti da ogni regione. Il motto del collegio era Turris Fortissima Nomen Domini.
Il Collegio chiuse nel 2019, 122 anni dopo la sua fondazione, a causa di ingenti problemi economici.

## Rettori
- Francesco Zanacchi (1969 - 2005)
- Giacomo Ravizza (2005 - 2014)
- Giovanni Angelo Lodigiani (2014 - 2019)

## Alunni celebri
- Riccardo Pampuri